# Ostrów Nowy
Ostrów Nowy (ukr.  Новий Острів) – wieś na Ukrainie w rejonie samborskim obwodu lwowskiego.
W II Rzeczypospolitej wieś należała do powiatu rudeckiego w województwie lwowskim. W 1931 r. wieś liczyła 432 mieszkańców, w tym 90% Polaków.
W październiku 1944 r. nacjonaliści ukraińscy z OUN-UPA zamordowali tutaj 5 Polaków, rabując i paląc polskie zagrody.